# 穆斯塔法·阿布·沙古尔
穆斯塔法·阿布·沙古尔（阿拉伯語： مصطفى ابوشاقور غيت ابوشاقور；1951年2月15日—） 是一名利比亚政治家、电气工程教授和企业家。2012年9月12日被利比亚国民议会选举为总理，成为利比亚历史上首位选举产生的政府首脑。之前他在阿卜杜勒·凯卜内阁中担任副总理。

## 生平
他先取得的黎波里大学电气工程的理学士学位。1975年移居美国加州的帕萨迪纳在加州理工学院继续学习，分别于1977年与1984年获得硕士和博士学位。
1984年他在紐約州的羅徹斯特大學担任助理教授。1985年在阿拉巴马大学亨茨维尔分校担任助理教授，并于1995年升为教授。
早在1970年代他就成为卡扎菲政权的坚定反对者。在美国他积极与其他反政府活动家联系。2011年回国加入了全国过渡委员会。
2012年9月12日，他与马哈茂德·吉卜里勒等8人参加竞选新一任过渡政府总理，两人进入第二轮投票，他以96票比94票的微弱优势胜出，击败Jibril当选总理。